# Portret kobiety (La Bella)
Portret kobiety (La Bella) – portret renesansowego włoskiego malarza Tycjana.
W latach 1534–1536 Tycjan namalował kilka portretów kobiety, przez wielu uznawanych za podobizny żony Francesca Maria della Rovere, Eleonory Gonzagi. Na płótnach Wenus z Urbino, Dziewczyna w futrze  i La Bella modelką jest ta sama osoba, choć pierwsze dwa obrazy Tycjan namalował z pamięci.
Portret kobiety przedstawia piękną niewiastę o dużych oczach i kasztanowych włosach przetykanych złotem. Jej strój jest niezwykle barwny i bogaty świadczący o wysokiej pozycji społecznej kobiety. Suknia ma kolor niebieski, a tkanina jest przeplatana brokatem ze złotymi haftami i białymi bufkami na fioletowych rękawach. Klejnoty ozdabiające suknie mają różny stopień połyskliwości, co stanowiło jedną z największych trudności dla malarza. Tycjan skupił się na ukazaniu osobowości kobiety przejawiającej się w głębokim spokojnym spojrzeniu, podkreślając jednocześnie jej pozycję społeczną.
La Bella stanowi uosobienie renesansowego ideału piękna. O tym płótnie wspominał książę Urbino, Francesco Maria della Rovere w liście do swojego przedstawiciela w Wenecji z 2 maja 1536 roku, w którym wyraził pragnienie, by malarz jak najszybciej ukończył swe dzieło.
W 1538 roku Tycjan sportretował Eleonorę Gonzagę w bardzo podobnej sukni, co świadczyło o modzie panującej na dworze w latach 30. XVI wieku.